# Apatou (kapitein)
Apatou (1833 - 1 december 1908) was een gids en kapitein (dorpshoofd) in Frans-Guyana van marrons van het volk Aluku. Apatou stichtte het dorp Moutendé dat later werd hernoemd naar Apatou. Hij bemiddelde tussen Frankrijk en Suriname met betrekking tot de grens en verbond de Aluku met Frankrijk.

## Biografie
Apatou werd geboren in 1833 in L'Enfant Perdu aan de Lawarivier. In 1877 begon de Franse ontdekkingsreiziger Jules Crevaux aan een expeditie langs de Marowijnerivier, waarbij hij Apatou ontmoette. Die vergezelde hem als een van zijn gidsen. Apatou reisde met Crevaux mee naar het einde van de rivier totdat ze bij een dorp van Roucouyennes aan de voet van het Tumuk Humak-gebergte aankwamen.
Crevaux kwam in 1878 terug in Frans-Guyana voor een tweede expeditie, waarin hij de Oiapoquerivier wilde verkennen. Apatou stemde ermee in om met hem mee te gaan op voorwaarde dat Crevaux hem na de reis mee naar Frankrijk zou nemen. Apatou, Crevaux en een voormalige piraat genaamd Santa-Cruz daalden de Oiapoque af, staken het Tumuk Humak-gebergte over en volgden de Amazonerivier naar het grondgebied van de Ouitotos in Colombia. Na de expeditie reisde Apatou naar Parijs. Daar ontving hij een gouden medaille van de Société de Géographie.

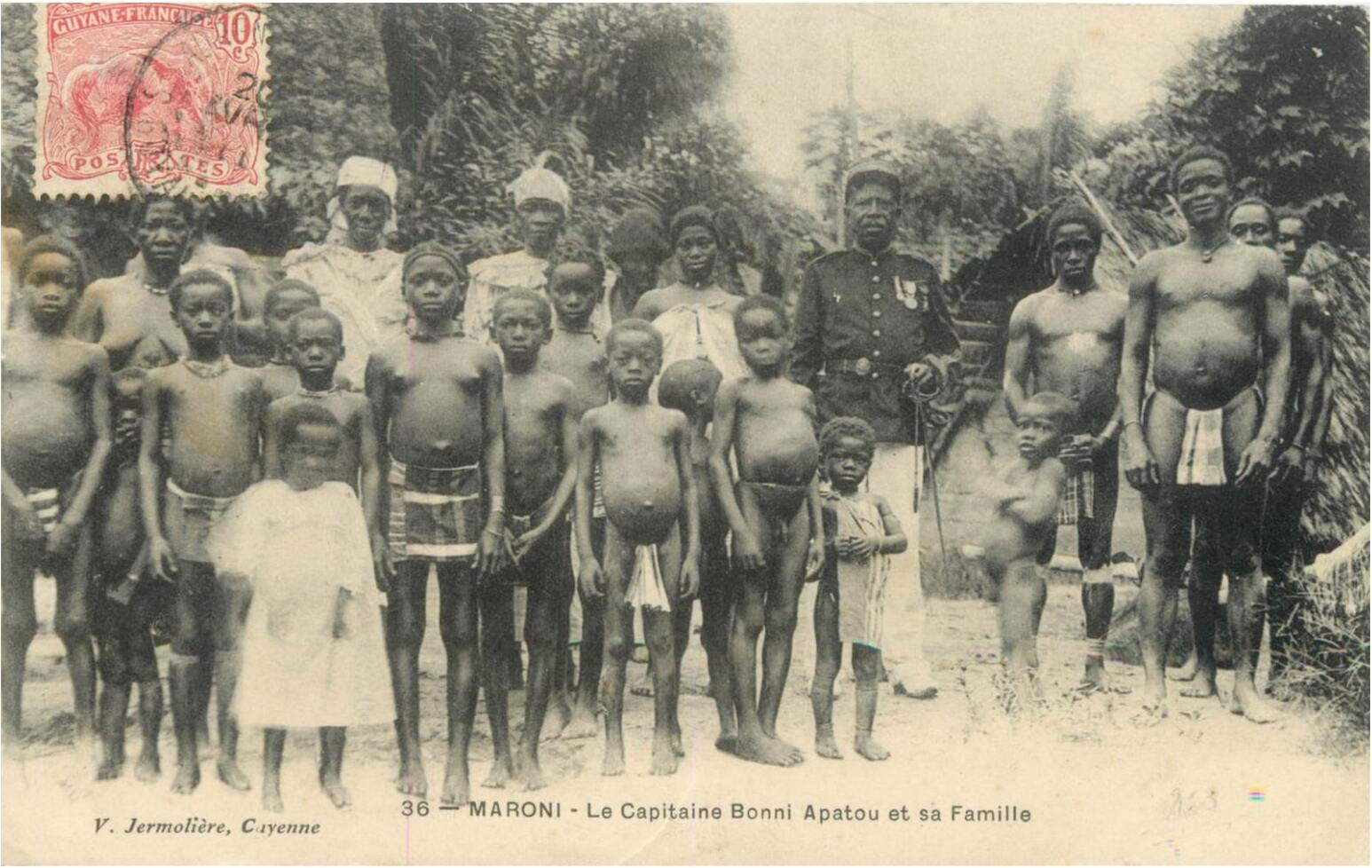
Apatou (in uniform) met zijn gezin

Hij keerde terug naar zijn dorp als een beroemdheid omdat hij de Amazone had verkend en Frankrijk had bezocht. Hij werd de belangrijkste onderhandelaar met de Fransen. In 1881 regelde hij dat vijf kinderen naar school konden in Saint-Laurent-du-Maroni. Zijn nauwe contacten met de koloniale overheid waren een bron van jaloezie en rivaliteit binnen de stam, wat ertoe leidde dat Apatou in 1882 een eigen dorp stichtte aan de Marowijne, genaamd Moutendé. In 1883 vergezelde Apatou Henri Coudreau tijdens diens verkenning van Frans-Guyana. Op 7 september 1885 opende Jules Brunetti een katholieke missiepost in het dorp. In 1887 werd Apatou officieel benoemd tot kapitein (dorpshoofd) onder granman Anato. Hij werd erkend en ontving een salaris van de Franse koloniale overheid.
De grens tussen Frankrijk en Suriname was destijds onduidelijk. Beide naties beloofden de rechten van de stammen die aan de rivier woonden te respecteren, waardoor de stammen hun nationaliteit moesten kiezen. In 1891 bemiddelde Apatou over de grenslijn en verbond zo de Aluku met Frankrijk. Hij verenigde ook alle verschillende stammen aan Franse kant. In hetzelfde jaar werd hij geridderd in de Franse-koloniale Koninklijke Orde van Cambodja voor zijn werk met Casey. 
Apatou overleed op 1 december 1908 in Saint-Laurent-du-Maroni op 75-jarige leeftijd.  Het dorp Moutendé werd later ter ere van hem omgedoopt tot Apatou. Op 12 november 1976 werd Apatou een zelfstandige gemeente. In 1998 werd tegenover het gemeentehuis een standbeeld van Apatou opgericht.